# Perissana arabica
Perissana arabica är en insektsart som beskrevs av Vladimir M. Gnezdilov och Wilson 2006. Perissana arabica ingår i släktet Perissana och familjen Caliscelidae.
Artens utbredningsområde är Saudiarabien. Inga underarter finns listade i Catalogue of Life.